# فهرست عددها
در اینجا فهرست عددها گرد آورده شده‌است. به دلیل نامحدود بودن اعداد، این فهرست بدون شک ناقص خواهد بود. از این رو، فقط اعداد قابل توجه در آن گنجانده شده‌است.

## اعداد طبیعی
اعداد طبیعی اعدادی هستند که برای شمارش (به‌طور مثال در «شش سکه روی میز است») و برای ترتیب (به‌طور مثال در «این سومین شهر بزرگ در کشور است») به کار می‌روند.
| ۰   | ۱     | ۲     | ۳     | ۴     | ۵                               | ۶                               | ۷                               | ۸                               | ۹                               |
| ۱۰  | ۱۱    | ۱۲    | ۱۳    | ۱۴    | ۱۵                              | ۱۶                              | ۱۷                              | ۱۸                              | ۱۹                              |
| ۲۰  | ۲۱    | ۲۲    | ۲۳    | ۲۴    | ۲۵                              | ۲۶                              | ۲۷                              | ۲۸                              | ۲۹                              |
| ۳۰  | ۳۱    | ۳۲    | ۳۳    | ۳۴    | ۳۵                              | ۳۶                              | ۳۷                              | ۳۸                              | ۳۹                              |
| ۴۰  | ۴۱    | ۴۲    | ۴۳    | ۴۴    | ۴۵                              | ۴۶                              | ۴۷                              | ۴۸                              | ۴۹                              |
| ۵۰  | ۵۱    | ۵۲    | ۵۳    | ۵۴    | ۵۵                              | ۵۶                              | ۵۷                              | ۵۸                              | ۵۹                              |
| ۶۰  | ۶۱    | ۶۲    | ۶۳    | ۶۴    | ۶۵                              | ۶۶                              | ۶۷                              | ۶۸                              | ۶۹                              |
| ۷۰  | ۷۱    | ۷۲    | ۷۳    | ۷۴    | ۷۵                              | ۷۶                              | ۷۷                              | ۷۸                              | ۷۹                              |
| ۸۰  | ۸۱    | ۸۲    | ۸۳    | ۸۴    | ۸۵                              | ۸۶                              | ۸۷                              | ۸۸                              | ۸۹                              |
| ۹۰  | ۹۱    | ۹۲    | ۹۳    | ۹۴    | ۹۵                              | ۹۶                              | ۹۷                              | ۹۸                              | ۹۹                              |
| ۱۰۰ | ۱۰۱   | ۱۰۲   | ۱۰۳   | ۱۰۴   | ۱۰۵                             | ۱۰۶                             | ۱۰۷                             | ۱۰۸                             | ۱۰۹                             |
| ۱۱۰ | ۱۱۱   | ۱۱۲   | ۱۱۳   | ۱۱۴   | ۱۱۵                             | ۱۱۶                             | ۱۱۷                             | ۱۱۸                             | ۱۱۹                             |
| ۱۲۰ | ۱۲۱   | ۱۲۲   | ۱۲۳   | ۱۲۴   | ۱۲۵                             | ۱۲۶                             | ۱۲۷                             | ۱۲۸                             | ۱۲۹                             |
| ۱۳۰ | ۱۳۱   | ۱۳۲   | ۱۳۳   | ۱۳۴   | ۱۳۵                             | ۱۳۶                             | ۱۳۷                             | ۱۳۸                             | ۱۳۹                             |
| ۱۴۰ | ۱۴۱   | ۱۴۲   | ۱۴۳   | ۱۴۴   | ۱۴۵                             | ۱۴۶                             | ۱۴۷                             | ۱۴۸                             | ۱۴۹                             |
| ۱۵۰ | ۱۵۱   | ۱۵۲   | ۱۵۳   | ۱۵۴   | ۱۵۵                             | ۱۵۶                             | ۱۵۷                             | ۱۵۸                             | ۱۵۹                             |
| ۱۶۰ | ۱۶۱   | ۱۶۲   | ۱۶۳   | ۱۶۴   | ۱۶۵                             | ۱۶۶                             | ۱۶۷                             | ۱۶۸                             | ۱۶۹                             |
| ۱۷۰ | ۱۷۱   | ۱۷۲   | ۱۷۳   | ۱۷۴   | ۱۷۵                             | ۱۷۶                             | ۱۷۷                             | ۱۷۸                             | ۱۷۹                             |
| ۱۸۰ | ۱۸۱   | ۱۸۲   | ۱۸۳   | ۱۸۴   | ۱۸۵                             | ۱۸۶                             | ۱۸۷                             | ۱۸۸                             | ۱۸۹                             |
| ۱۹۰ | ۱۹۱   | ۱۹۲   | ۱۹۳   | ۱۹۴   | ۱۹۵                             | ۱۹۶                             | ۱۹۷                             | ۱۹۸                             | ۱۹۹                             |
| ۲۰۰ | ۲۰۱   | ۲۰۲   | ۲۰۳   | ۲۰۴   | ۲۰۵                             | ۲۰۶                             | ۲۰۷                             | ۲۰۸                             | ۲۰۹                             |
| ۲۱۰ | ۲۱۱   | ۲۱۲   | ۲۱۳   | ۲۱۴   | ۲۱۵                             | ۲۱۶                             | ۲۱۷                             | ۲۱۸                             | ۲۱۹                             |
| ۲۲۰ | ۲۲۱   | ۲۲۲   | ۲۲۳   | ۲۲۴   | ۲۲۵                             | ۲۲۶                             | ۲۲۷                             | ۲۲۸                             | ۲۲۹                             |
| ۲۳۰ | ۲۳۱   | ۲۳۲   | ۲۳۳   | ۲۳۴   | ۲۳۵                             | ۲۳۶                             | ۲۳۷                             | ۲۳۸                             | ۲۳۹                             |
| ۲۴۰ | ۲۴۱   | ۲۴۲   | ۲۴۳   | ۲۴۴   | ۲۴۵                             | ۲۴۶                             | ۲۴۷                             | ۲۴۸                             | ۲۴۹                             |
| ۲۵۰ | ۲۵۱   | ۲۵۲   | ۲۵۳   | ۲۵۴   | ۲۵۵                             | ۲۵۶                             | ۲۵۷                             | ۲۵۸                             | ۲۵۹                             |
| ۲۶۰ | ۲۶۱   |       |       |       |                                 |                                 | ۲۷۰                             | ۲۸۰                             | ۲۹۰                             |
|     |       |       | ۳۰۰   | ۴۰۰   | ۵۰۰                             | ۶۰۰                             | ۷۰۰                             | ۸۰۰                             | ۹۰۰                             |
|     | ۱۰۰۰  | ۲۰۰۰  | ۳۰۰۰  | ۴۰۰۰  | ۵۰۰۰                            | ۶۰۰۰                            | ۷۰۰۰                            | ۸۰۰۰                            | ۹۰۰۰                            |
|     | ۱۰۰۰۰ | ۲۰۰۰۰ | ۳۰۰۰۰ | ۴۰۰۰۰ | ۵۰۰۰۰                           | ۶۰۰۰۰                           | ۷۰۰۰۰                           | ۸۰۰۰۰                           | ۹۰۰۰۰                           |
| ۱۰۵ | ۱۰۶   | ۱۰۷   | ۱۰۸   | ۱۰۹   | اعداد بزرگتر شامل ۱۰۱۰۰ و ۱۰۱۰۰ | اعداد بزرگتر شامل ۱۰۱۰۰ و ۱۰۱۰۰ | اعداد بزرگتر شامل ۱۰۱۰۰ و ۱۰۱۰۰ | اعداد بزرگتر شامل ۱۰۱۰۰ و ۱۰۱۰۰ | اعداد بزرگتر شامل ۱۰۱۰۰ و ۱۰۱۰۰ |